# Nackington
Nackington est une localité du comté du Kent, en Angleterre.

## Histoire
Le 1er avril 1934, la paroisse a été fusionnée avec celle de Lower Hardres et le 1er avril 2019, la nouvelle paroisse a été rebaptisée Lower Hardres and Nackington.